# Dus Numbri (film)
Pour plus de détails, voir Fiche technique et Distribution.
Dus Numbri est un film indien de 1976 en langue hindi. Produit et réalisé par Madan Mohla et écrit par S.  Ali Raza et Dhruva Chatterjee, il met en vedette Manoj Kumar, Hema Malini, Pran, Premnath, Bindu, Kamini Kaushal et Om Shivpuri. La musique est de Laxmikant Pyarelal. Le film a été plus tard refait en film en télougou KD No:1 (1978).

## Synopsis
L'inspecteur Shiv Nath est un policier honnête et diligent de Bombay, qui vit avec sa femme, Radha, et son jeune fils, Arjun. Alors qu'il procède à plusieurs arrestations en rapport avec la fausse monnaie et la drogue, il découvre que son ami proche, Karamchand, est également impliqué dans ce trafic. Avant qu'il ne puisse agir, il est lui-même arrêté par la police pour possession de fausse monnaie et de drogue, et condamné à une peine de prison, mais il s'échappe. Radha perd la tête et est internée, tandis qu'Arjun se lance dans la petite délinquance et, à l'âge adulte, devient le Don de la région connu et craint sous le nom de "Dus Numbri". Il rencontre et tombe amoureux d'une petite voleuse et d'une escroc, Rosemary Fernandes. Lorsque Radha rencontre accidentellement Rosemary, elle pense qu'il s'agit de Sundari, la femme de Karamchand, et Radha commence alors à retrouver la raison. Mais pas pour longtemps, car Arjun, Radha et Rosemary se retrouvent empêtrés dans un complot dangereux.

## Fiche technique
- Titre original : Dus Numbri
- Langue : Hindi
- Pays de production :  Inde
- Dates de sortie :
  - Inde : 1976
  - France : 14 janvier 2011 (en VHS)

## Distribution
- Manoj Kumar : Arjun
- Hema Malini : Sundari / Rosemary Fernandes / Anupamaa
- Prem Nath : Inspecteur Jaichan
- Pran : Hawaldar Karan Singh Badshah / Officier du CBI Karan Singh
- Bindu : Officier du CBI Roopa Sharma / Dilruba Dilli Wali
- Kamini Kaushal : Radha
- Om Shivpuri : Karamchand
- David Abraham Cheulkar : Pascal
- Imtiaz Khan : Veeru
- Sajjan
- Abhi Bhattacharya : inspecteur Shivnath - le mari de Radha et le père d'Arjun
- Shyam Kumar
- Rammohan Sharma : inspecteur de police
- Shivraj : Psychiatre
- Kumud Tripathi
- Rajan Haksar : Jhangi
- Madhup Sharma
- Dev Kishan
- Hercule
- Rajan Kapoor
- V. Gopal
- Azad
- Pahelwan
- C.S. Dubey
- Kamaldeep
- Keshav Rana
- Kamal
- Rajni Bala : Danseur (Mujhe dard lagta...)
- Raju Shrestha
- Kuljeet : Chauffeur de camion - partenaire de Veeru
- Usha Thakur